# 绍谢
绍谢（法語：Chauché，法語發音：[ʃoʃe]）是法国卢瓦尔河地区大区旺代省的一个市镇，属于永河畔拉罗什区。

## 地理
绍谢（46°49'45"N, 1°16'23"W）面积41.99 平方千米，位于法国卢瓦尔河地区大区旺代省，该省份为法国西部沿海省份，北起大西洋卢瓦尔省和曼恩-卢瓦尔省，西临大西洋，南至滨海夏朗德省，东部及东南部与德塞夫勒省接壤。
与绍谢接壤的市镇（或旧市镇、城区）包括：莱布鲁济勒、沙瓦涅昂帕耶、拉科普沙尼耶尔、永河畔栋皮埃尔、埃萨尔昂博卡日、拉拉巴特利耶尔、圣安德烈古勒杜瓦、圣但尼拉舍瓦斯、莱塞萨尔。

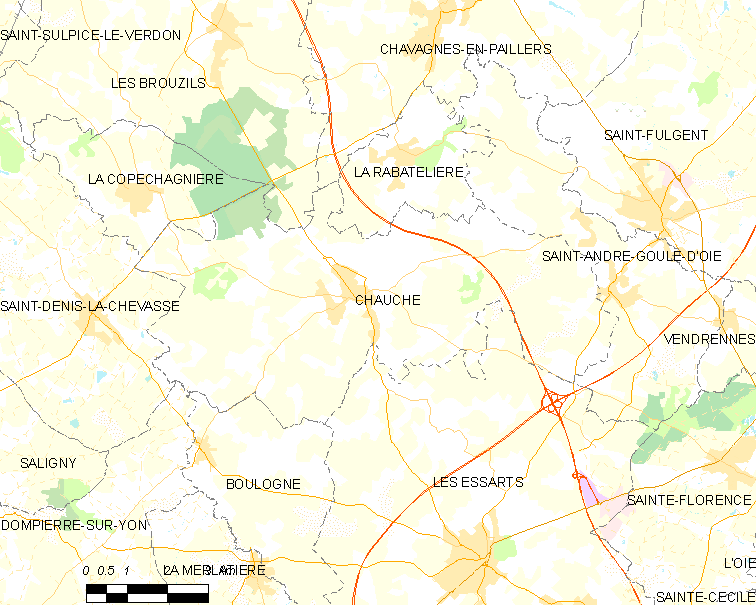
绍谢的OSM定位图

绍谢的时区为UTC+01:00、UTC+02:00（夏令时）。

## 行政
绍谢的邮政编码为85140，INSEE市镇编码为85064。

## 政治
绍谢所属的省级选区为蒙泰居旺代县。

## 人口

1962-2008年间绍谢人口变化图示

绍谢于2022年1月1日时的人口数量为2559人。